# コリンヌ・グリフィス

グリフィスのサイン

コリンヌ・グリフィス（Corinne Griffith、1894年11月21日 - 1979年7月13日）は、アメリカ合衆国の映画女優、映画プロデューサー、著作家、実業家。「スクリーンのオーキッド・レディー」と呼ばれ、サイレント映画時代の最も美しい女優の1人として知られていた。美貌に加え、フランク・ロイド監督の『情炎の美姫』（1929年）の演技が評価され、アカデミー主演女優賞にノミネートされた。
テキサス州出身のグリフィスは、南カリフォルニアでミスコンテストに優勝し映画界に入る。1916年、ヴァイタグラフ・スタジオと契約を結び、1910年台の残りを通して多数の映画に出演した。1920年、ファースト・ナショナル・ピクチャーズに移り、同スタジオの大スターの1人になった。1920年代半ばからエグゼクティブ・プロデューサーも務めるようになり、1925年の『Déclassée』と『自動車恋愛』では主演女優とプロデューサーをこなした。
1920年代後半には、やや失速したものの1928年の『Outcast』や『楽園に帰る』で主演を務め、翌1929年には『情炎の美姫』の演技でアカデミー主演女優賞にノミネートされた。自身が主演した1924年の『闇を行く女』のリメイクである『野の白百合』（1930年）で再び主演を務めた。次の映画『Back Pay』（1930年）は、グリフィスの引退前の最後の映画として宣伝されたが、2年後には彼女にとって最初のトーキーである『Lily Christine』に主演している。
1932年以降は映画界を引退し、著名な著作家・実業家になった。フィクションやノンフィクションの著作を多数執筆する傍ら、1920年代に投資を始めた不動産事業にも乗り出した。1936年、3人目の夫となるワシントン・レッドスキンズのオーナー、ジョージ・プレストン・マーシャルと結婚、この結婚は1958年まで続いた。1962年、『Paradise Alley』に28年ぶりに端役でスクリーンに登場し、最後の映画出演を果たした。グリフィスの伝記映画は、1962年の回顧録に基づき彼女と父親との関係に焦点を当てており、『パパは王様』というタイトルで1963年に公開された。1979年7月、脳卒中によりカリフォルニア州サンタモニカで入院し、心臓発作の直後に息を引き取った。彼女の遺産は1億5000万ドルと言われ、当時としては世界で最も裕福な女性の1人であった。

## 生い立ち - ヴァイタグラフ
1894年11月21日、テキサス州ウェーコでコリンヌ・グリフィンとして生まれる。メソジストの牧師でテキサス・アンド・パシフィック鉄道の車掌であるジョン・ルイス・"ジャック"・グリフィンとアンボリン・ジオの間に生まれた2人娘のうちの1人である。母方の祖父アントニオ・ジオは、テキサスで実業家として成功したイタリアの移民で、テクサーカナの市長を3期務めた。母方の祖母マリア・アンテスも移民で、ドイツのダルムシュタット出身であった。グリフィスの誕生当時、母親のアンボリンは20代前半であったが、父親のジョンは40歳近かった。両親は1887年に結婚しており、当時は結婚式は地元の上流社会でのみ祝われた行事だった。
グリフィスと妹はカトリックとして育てられた。幼児期をウェーコで過ごした後、一家はテキサス州テクサーカナに転居し、彼女が10歳になるまで住んでいた。彼女はルイジアナ州ニューオーリンズに移り、聖心修道院付属学校に通った。父親は1912年3月、テキサス州ミネラルウェルズで亡くなった。初等教育の修了後、1912年から1913年までの学期テキサス大学オースティン校に入学。また、女優の仕事を始める前はダンサーとして働いていた。
グリフィスの映画界入りについてはさまざまな説がある。父親の死後のある時点でテキサスを離れ、母親と妹のオーガスタと共に南カリフォルニアに転居した。いくつかの情報源によると、ヴァイタグラフ・スタジオの監督であったローリン・S・スタージョンから、彼が審査員を務めるカリフォルニア州サンタモニカのミスコンテストで優勝した後、女優の道に進むように促されたとしている。別の説では、グリフィスはカリフォルニア州クレセントシティで催された上流社会向けのイベントでスタージョンに会い、その場で契約を結ぶよう申し出られた。1919年の新聞記事によるとグリフィス本人は、まだニューオーリンズに住んでいる時にスタージョンに近づいたと説明している。そこでマルディグラのフェスティバルでミスコンテストを勝ち取り、彼の興味を惹き付けたのだと。グリフィスによるとスタージョンは彼女に女優になることを薦め、数か月の後に彼女はヴァイタグラフの幹部と会うためにカリフォルニアに向けて旅立った。

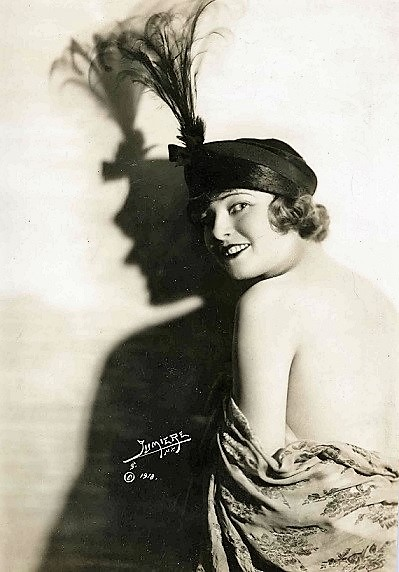
1918年

1916年、ヴァイタグラフと週15ドルの契約を結び、芸名をコリンヌ・グリフィスとした。デビュー作はアール・ウィリアムズと共演した『La Paloma』という短編映画であった。その後、主演女優に昇格する前にスタジオの短編映画シリーズに出演した。1920年4月22日、最初の夫であるウェブスター・キャンベルとカリフォルニア州オーシャンサイドで内密に結婚式を挙げた。
ヴァイタグラフ時代の後期の映画の1つである『都の泡沫』（The Broadway Bubble、1920年）のグリフィスの演技は、オースティン・アメリカン＝ステイツマンの評論家によって「彼女の輝かしい経歴の中でも最も力強く最も魅力的な役」と評され、彼女の「頂点を成す偉業」として称賛された。

## ファースト・ナショナル

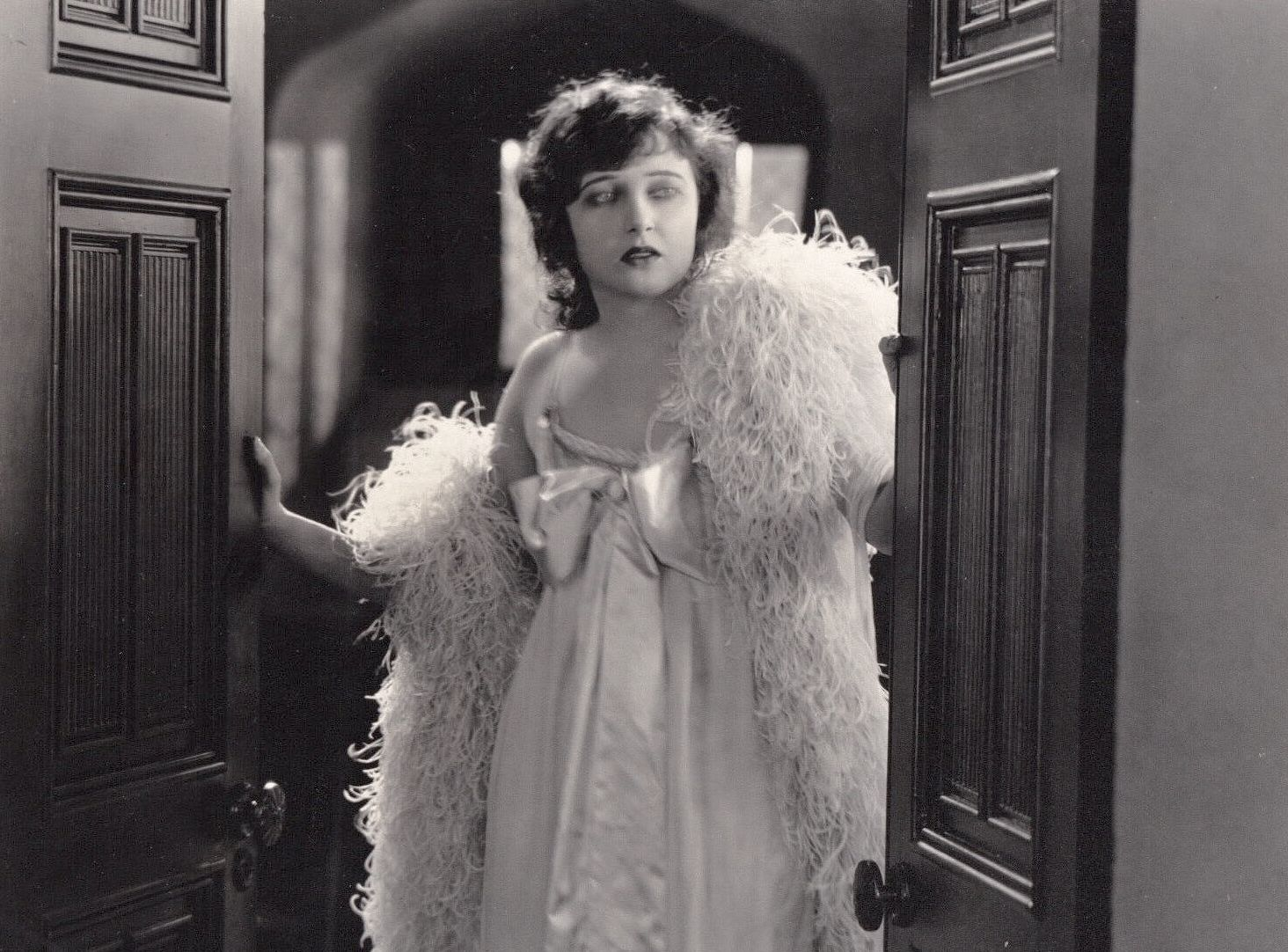
『Six Days』（1923年）

1923年、3年間の婚姻の後、夫のウェブスターは虐待的なアルコール依存症であると主張して離婚。同年、ヴァイタグラフ・スタジオを去り、ファースト・ナショナルと週に10,000ドルという高額な契約を結び、同社で最も人気のあるスターの1人となった。スタジオでの最初の映画は、フランク・ロイド監督の『Black Oxen』（1923年）で、彼女は神秘的なオーストリアの伯爵夫人を演じた。この映画は共演がコンウェイ・タールとクララ・ボウでヒットした。
1924年2月、映画プロデューサーのウォルター・モロスコと結婚。同年、3本の映画『Single Wives』、『Love's Wilderness』、『闇を行く女』（Lilies of the Field）で主演し、製作総指揮も兼任した。1927年までにグリフィスは映画制作の収入から不動産への投資を始め、当時約500,000ドル相当の不動産を所有していた。
1928年、ユナイテッド・アーティスツの『楽園に帰る』（The Garden of Eden）に主演、批評家からは賞賛されたが、興行的には振るわなかった。この映画の興行的低迷に失望したグリフィスはファースト・ナショナルに戻り、フランク・ロイド監督による同期された音楽はあるものの、会話は伴わないサウンドフィルム『情炎の美姫』（1929年）に出演した。この作品における演技は、アカデミー主演女優賞へのノミネートを始め多大な賞賛を得た。
グリフィスの初のトーキーは、以前に同じ役で主演した1924年のサイレント映画『闇を行く女』のリメイクである『野の白百合』（Lilies of the Field）であった。鼻声と見なされたグリフィスの声はうまく録音されず（ニューヨーク・タイムズは彼女が「鼻を介して話した」と報じた）、映画は興行的に失敗であった。翌年、『Back Pay』（1930年）に主演、この作品はファニー・ハーストの原作に基づき、グリフィスの最後の映画出演として宣伝された。『Back Pay』から2年間の空白期間の後、イギリスの映画『Lily Christine』（1932）に出演、その後スクリーンから完全に姿を消した。

## 映画界引退後
映画界から引退後、1934年に夫モロスコと離婚。2年後、実業家でワシントン・レッドスキンズのオーナーであるジョージ・プレストン・マーシャルと結婚。1941年12月、夫婦はパメラとシンシアという2人の娘を養子に迎えた。マーシャルとの新婚時代に、最も有名なアメリカンフットボールの応援歌の1つとなったレッドスキンズの「Hail to the Redskins」の歌詞を書いた。
1940年代、グリフィスはロサンゼルス地区の不動産への投資を開始する。カリフォルニア州ビバリーヒルズのウィルシャー・ブルバードとサウス・ビバリー・ドライブの交差点すべての四隅に建つ4棟の商業ビル建設に資金を提供。それぞれが彼女にちなんで名付けられた建物は実入りが良いことが判明し、1950年には250万ドルのオファーを断っている。同年、フロリダで開催された全国不動産協会総会で講演をした。「私はビバリーヒルズで売地となっている空き地を見ることが好きでした」と彼女は回顧した。「それらはその地域の美しい家々にとても近く、いつの日かこの商業区がこれら富裕な不動産の大きな購買力に成長することを感じざるを得ませんでした。」
1950年代から不動産事業に加え、議会が所得税を賦課徴収する権限を承認したアメリカ合衆国憲法修正第16条の廃止を声高に支持した。その後10年間に亘り、このテーマについて約500回のスピーチを行なった。彼女はこのテーマへの献身について「私たちには浪費、収賄、汚職に回せるものが無いので、他の税金に回せるものもありません。もし連邦政府が年間400億ドルに及ぶ浪費の一部でも排斥すれば...…政府が所得税を必要としないことをドルとセントで証明することができます。」とコメントし、また、自身の経済的自立を求める女性を支援するための講演を行なった。
不動産の経歴に加え、2冊のベストセラー、『My Life with the Redskins』（1947年）、彼女の成長とテクサーカナでの家族の生活を記した回顧録『Papa's Delicate Condition』（1952年）など11冊の本を著した有名な著作家でもあった。3冊目の著書『Eggs I Have Known』（1955年）はレシピ本である。1958年、マーシャルと離婚。1960年、映画界への貢献が認められ、ヴァイン・ストリート1560のハリウッド・ウォーク・オブ・フェームに星型プレートが設置された。自身の骨董品への関心を記したノンフィクションである4冊目の著書『Antiques I Have Known』を出版。 
1962年、低予算のメロドラマ『Paradise Alley』で銀幕に復帰、封切館は乏しかったが最後の映画出演として記録された。同年2冊の本を出した - 短編小説集『Hollywood Stories』と、所得課税に反対する主張を伴う『Taxation Without Representation—or, Your Money Went That-a-Way』である。翌年、彼女の回顧録『Papa's Delicate Condition』は、ジャッキー・グリーソンを主演に据えPapa's Delicate Condition（同タイトル）で映画化された（邦題『パパは王様』）。

## 後半生
1965年2月、4人目の夫であるブロードウェイの俳優、ダニー・ショールとバージニア州アレクサンドリアで結婚。ショールは44歳で、グリフィスより25歳以上年下であった。夫婦は結婚後2か月で別居した。グリフィスが結婚は完了していないと異議を唱え無効だと申し立てたが、裁判官が却下したため1年以内に離婚を申請した。裁判が未決のまま、彼女は1964年12月から月額200ドルの慰謝料を支払うようショールに要求した。1966年5月の離婚法廷で、グリフィスは実は自分はコリンヌ・グリフィスではないと証言し、1924年に亡くなった有名な姉に成り代わった、当時20歳だった彼女の妹であると主張した。彼女はまた2人の前夫、ウェブスター・キャンベルとウォルター・モロスコと結婚したことを否定した。法廷でショールの弁護士は、グリフィスが夫妻の婚姻届で年齢を詐称し、以前の2つの結婚歴を明らかにしなかったことを申し立てた。グリフィスは本当の年齢を尋ねられた際、自身の宗教であるクリスチャン・サイエンスが公に開示することを妨げていると主張し証言を拒否した。また、13歳の時から自分の年齢を記録していないとも主張した。1920年代からグリフィスを知っている女優のベティ・ブライスとクレア・ウィンザーによる否定的な証言も彼女を揺るがすことは無く、自分は実はコリンヌの妹であるという主張を続けた。
後のインタビューでグリフィスは話をさらに複雑にし、妹ではなくコリンヌと双子のメアリーであると語った。
私はメアリー・グリフィスです。彼女の双子の姉妹です。説明させてください。彼女、コリンヌは1920年にメキシコの映画に出演しました。彼女は謎の風土病に罹り、24歳で急死しました。パラマウントの責任者であるアドルフ・ズーカー氏から直接電話があり、何とか危機を乗り切る必要があると言われました。映画の中止はスタジオにとって大惨事であると。彼は何が起こったのか私に話しました。私は泣きに泣きました。彼は私が彼と共に自分自身を引き出す必要があると言いました。私が彼女になり切ることが出来れば、100万ドルが目の前にあったのです。私は一度も演技の経験は無く、演技をしようと思ったこともありませんでした。しかし、私はお金に抗うことが出来ず、コリンヌが私を助けてくれるだろうと感じていました。そして私はメキシコに行って後を引き継ぎ、誰も入れ替わりを知りませんでした。それ以来、私はコリンヌ・グリフィスとなったのです。
さらに、このインタビューでコリンヌはメキシコの人目につかない墓に埋葬されていると語った。
離婚とアイデンティティの錯誤が世間の注目を集める中、グリフィスは残りの人生を執筆に費やした。1969年、男性にとって魅力であり、ほとんどの女性にとっての魅力が欠如しているスポーツについて詳述したノンフィクション『Not for Men Only – but Almost』を上梓。1972年、『This You Won't Believe』という個人的なノンフィクションを発表。最後の本『I'm Lucky at Cards』（1974年）は、エッセイ集であった。

## 公的なイメージ
グリフィスはその美貌により数多くの媒体から称賛されていた。サミュエル・ゴールドウィンの秘書であるヴァレリア・ベレッティは、グリフィスを「才能がある無しに関わらず、全てのサイレントスターの中で最も美しい」と評した。グリフィスを個人的に見出した事実にも関係なく「彼女は非常に傲慢で侮蔑的です。自分の犬しか見ていません。そして総じて誰からも嫌われています。」と言った。伝記作家のアンソニー・スライドによると、「彼女はカメラに愛されている」という一般的なフレーズは、最初はグリフィスのために作られた。
外見に加え、上品で健康的なイメージを維持するため、煙草を喫ったりアルコールを飲んだりしたことがないと言っていた。また、悪評を避けるため映画に出演していない時はメイクを控えていた。コラムニストのアデラ・ロジャーズ・セント・ジョンズはかつてグリフィスを「純潔の化身」と呼んだ。

## 死去
1979年7月初旬、動脈硬化症による脳卒中を起こし、カリフォルニア州サンタモニカのセント・ジョンズ病院に入院。7月13日、心臓発作により84歳で死去。グリフィスの妹オーガスタは疎遠になっていたが、僅か数週間前に亡くなっていた。グリフィスの遺体はロサンゼルスのパインズ火葬場で荼毘に付され、太平洋に散骨された。死亡時、主に不動産で構成されるグリフィスの資産は1億5000万ドルに及んでいた。

## フィルモグラフィ

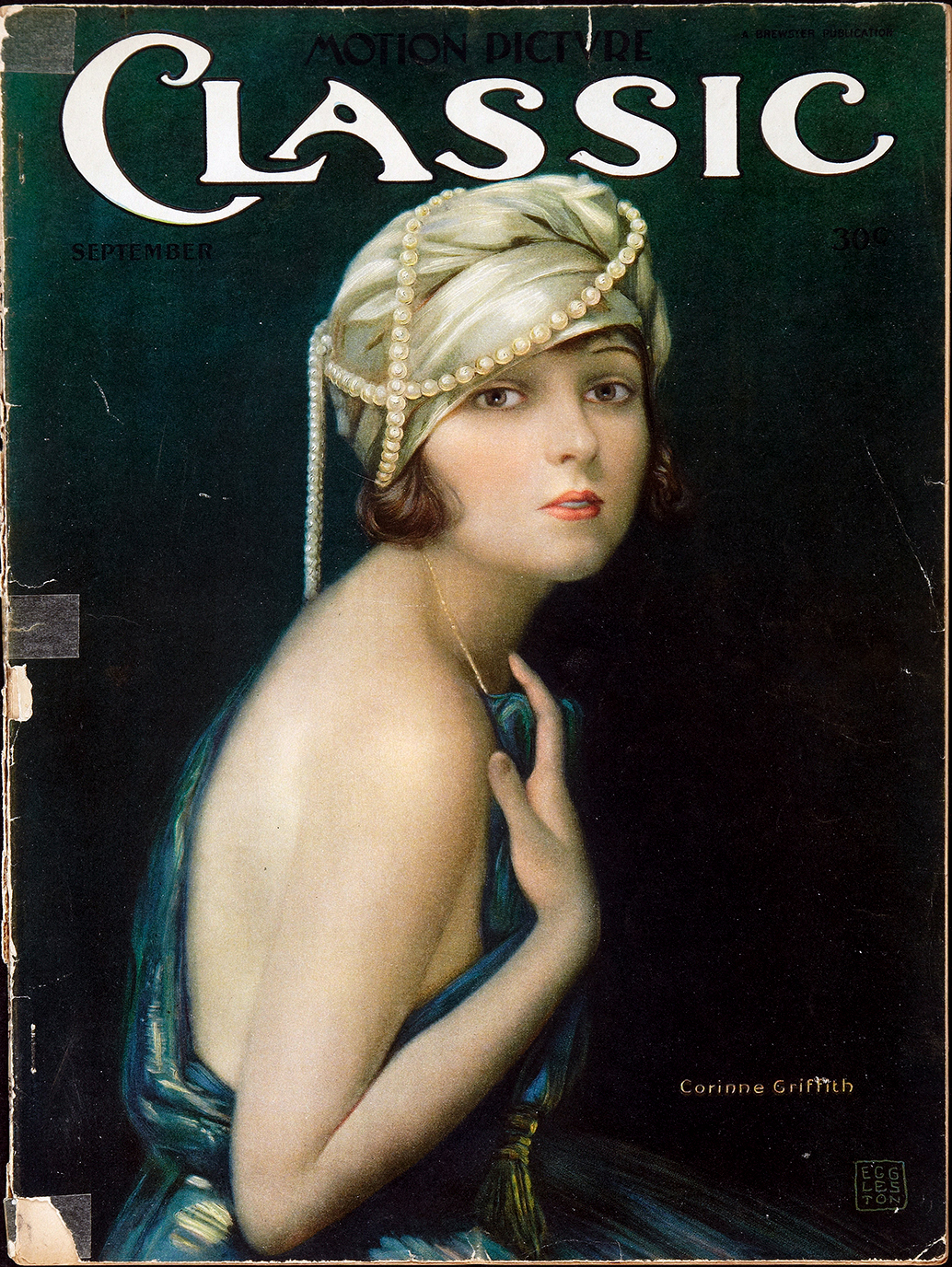
モーション・ピクチャー・クラシック1921年9月号表紙、ベンジャミン・エグルストン（1867-1937年）撮影

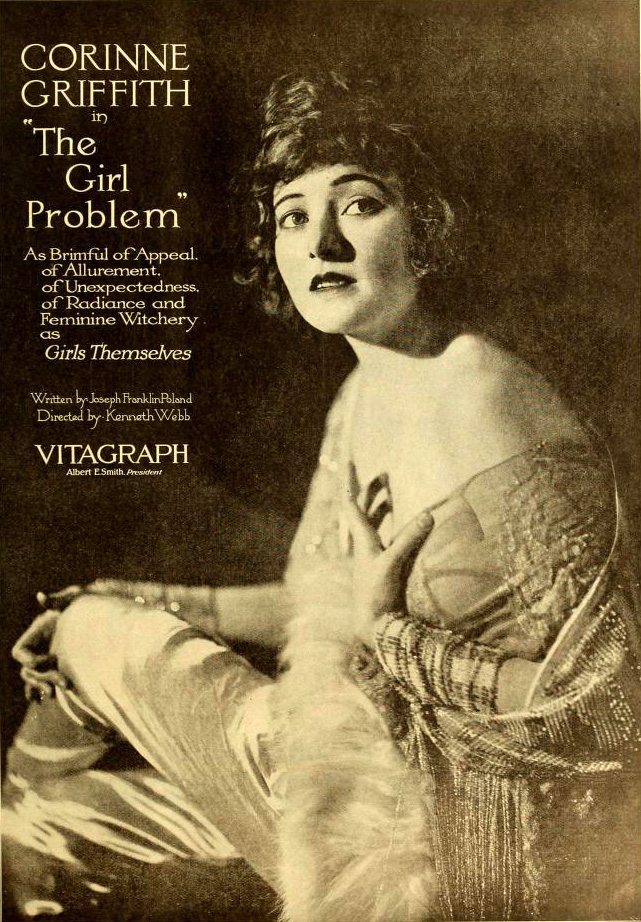
The Girl Problem（1919年）

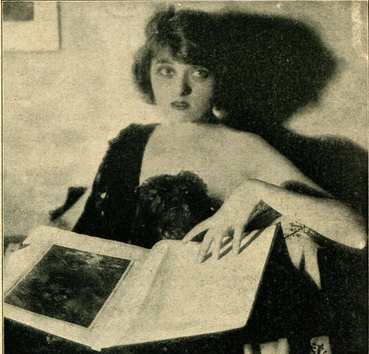
The Common Law（1923年）

| Denotes film is lost, partially lost, or presumed lost. | 失われた、或いは失われたと推定される映画 |

| 年   | 原題                            | 邦題         | 役名                                 | 備考                           | 脚注   |
| ---- | ------------------------------- | ------------ | ------------------------------------ | ------------------------------ | ------ |
| 1916 | La Paloma                       |              | Stella                               | 短編映画                       | [ 57 ] |
| 1916 | Bitter Sweet                    |              | Ruth Slatter – John's Wife           | 短編映画                       | [ 58 ] |
| 1916 | When Hubby Forgot               |              | The Maid                             | 短編映画                       | [ 59 ] |
| 1916 | Sin's Penalty                   |              | Lola Wilson                          | 短編映画                       | [ 60 ] |
| 1916 | Miss Adventure                  |              | Gloria                               | 短編映画                       | [ 61 ] |
| 1916 | The Cost of High Living         |              | Jack's Sister                        | 短編映画                       | [ 62 ] |
| 1916 | The Rich Idler                  |              | Marion- Mary's Friend                | 短編映画                       | [ 3 ]  |
| 1916 | Ashes                           |              | The Nurse                            | 短編映画                       | [ 3 ]  |
| 1916 | The Waters of Lethe             |              | Joyce Denton                         | 短編映画                       | [ 3 ]  |
| 1916 | The Yellow Girl                 |              | Corinne                              | 短編映画                       | [ 3 ]  |
| 1916 | A Fool and His Friend           |              |                                      | 短編映画                       | [ 3 ]  |
| 1916 | Through the Wall                |              | Pussy Wimott                         |                                | [ 58 ] |
| 1916 | The Last Man                    |              | Lorna                                |                                | [ 58 ] |
| 1916 | His Wife's Allowance            |              |                                      | 短編映画                       | [ 63 ] |
| 1917 | The Mystery of Lake Lethe       |              |                                      | 短編映画                       | [ 3 ]  |
| 1917 | The Stolen Treaty               |              | Irene Mitchell                       |                                | [ 58 ] |
| 1917 | Transgression                   |              | Marion Hayward                       |                                | [ 58 ] |
| 1917 | The Love Doctor                 |              | Blanche Hildreth                     |                                | [ 58 ] |
| 1917 | I Will Repay                    |              | Virginia Rodney                      |                                | [ 58 ] |
| 1917 | Who Goes There?                 |              | Karen Girard                         |                                | [ 58 ] |
| 1918 | The Menace                      |              | Virginia Denton                      |                                | [ 58 ] |
| 1918 | Love Watches                    |              | Jacqueline Cartaret                  |                                | [ 58 ] |
| 1918 | The Clutch of Circumstance      |              | Ruth Lawson                          |                                | [ 58 ] |
| 1918 | The Girl of Today               |              | Leslie Selden                        |                                | [ 58 ] |
| 1918 | Miss Ambition                   |              | Marta                                |                                | [ 58 ] |
| 1919 | The Adventure Shop              |              | Phyllis Blake                        |                                | [ 58 ] |
| 1919 | The Girl Problem                |              | Erminie Foster                       |                                | [ 58 ] |
| 1919 | The Unknown Quantity            |              | Mary Boyne                           |                                | [ 58 ] |
| 1919 | Thin Ice                        |              | Alice Winton                         |                                | [ 58 ] |
| 1919 | A Girl at Bay                   |              | Mary Allen                           |                                | [ 58 ] |
| 1919 | The Bramble Bush                |              | Kaly Dial                            |                                | [ 58 ] |
| 1919 | The Climbers                    |              | Blanche Sterling                     |                                | [ 58 ] |
| 1920 | The Tower of Jewels             |              | Emily Cottrell                       |                                | [ 58 ] |
| 1920 | Human Collateral                |              | Patricia Langdon                     |                                | [ 58 ] |
| 1920 | Deadline at Eleven              |              | Helen Stevens                        |                                | [ 58 ] |
| 1920 | The Garter Girl                 |              | Rosalie Ray                          |                                | [ 58 ] |
| 1920 | Babs                            |              | Barbara Marvin; "Babs"               |                                | [ 58 ] |
| 1920 | The Whisper Market              |              | Erminie North                        |                                | [ 58 ] |
| 1920 | The Broadway Bubble             | 都の泡沫     | Adrienne Landreth/Drina Lynn         |                                | [ 58 ] |
| 1921 | It Isn't Being Done This Season |              | Marcia Ventnor                       |                                | [ 58 ] |
| 1921 | What's Your Reputation Worth?   |              | Cara Deene                           |                                | [ 58 ] |
| 1921 | Moral Fibre                     |              | Marion Wolcott                       |                                | [ 58 ] |
| 1921 | The Single Track                |              | Janette Gildersleeve                 |                                | [ 58 ] |
| 1922 | Received Payment                |              | Celia Hughes                         |                                | [ 58 ] |
| 1922 | A Virgin's Sacrifice            |              | Althea Sherrill                      |                                | [ 58 ] |
| 1922 | Island Wives                    |              | Elsa Melton                          |                                | [ 58 ] |
| 1922 | Divorce Coupons                 |              | Linda Catherton                      |                                | [ 58 ] |
| 1922 | The Common Law                  |              | Valerie West                         |                                | [ 58 ] |
| 1923 | Black Oxen                      |              | Madame Zatianny/Mary Ogden           |                                | [ 58 ] |
| 1923 | Six Days                        |              | Laline Kingston                      |                                | [ 58 ] |
| 1924 | Single Wives                    |              | Betty Jordan                         | 製作総指揮                     | [ 58 ] |
| 1924 | Love's Wilderness               |              | Linda Lou Heath                      | 製作総指揮                     | [ 58 ] |
| 1924 | Lilies of the Field             | 闇を行く女   | Mildred Harker                       | 製作総指揮                     | [ 58 ] |
| 1925 | Déclassée                       |              | Lady Helen Haden                     | 製作                           | [ 58 ] |
| 1925 | Classified                      | 自動車恋愛   | Babs Comet                           | 製作                           | [ 58 ] |
| 1925 | Infatuation                     |              | Violet Bancroft                      | 製作総指揮                     | [ 58 ] |
| 1925 | The Marriage Whirl              |              | Marian Hale                          | 製作総指揮                     | [ 58 ] |
| 1926 | Mademoiselle Modiste            |              | Fifi                                 | 製作総指揮                     | [ 58 ] |
| 1926 | Into Her Kingdom                |              | Grand Duchess Tatiana (at 12 and 20) | 製作総指揮                     | [ 58 ] |
| 1926 | Syncopating Sue                 | 相縁奇縁     | Susan Adams                          | 製作総指揮                     | [ 58 ] |
| 1927 | The Lady in Ermine              |              | Mariana Beltrami                     | 製作総指揮                     | [ 58 ] |
| 1927 | Three Hours                     |              | Madeline Durkin                      | 製作総指揮                     | [ 58 ] |
| 1928 | The Garden of Eden              | 楽園に帰る   | Toni LeBrun                          |                                | [ 58 ] |
| 1928 | Outcast                         |              | Miriam                               |                                | [ 58 ] |
| 1929 | Saturday's Children             | 土曜日の乙女 | Bobby Halevy                         |                                | [ 58 ] |
| 1929 | Prisoners                       |              | Riza Riga                            |                                | [ 58 ] |
| 1929 | The Divine Lady                 | 情炎の美姫   | Lady Emma Hart Hamilton              | アカデミー主演女優賞ノミネート | [ 58 ] |
| 1930 | Lilies of the Field             | 野の白百合   | Mildred Harker                       |                                | [ 58 ] |
| 1930 | Back Pay                        |              | Hester Bevins                        |                                | [ 58 ] |
| 1932 | Lily Christine                  |              | Lily Christine Summerset             |                                | [ 58 ] |
| 1962 | Paradise Alley                  |              | Mrs. Wilson                          | 別名: Stars in the Backyard    | [ 58 ] |

## 著書
- My Life with the Redskins （1947年） – 夫のジョージ・マーシャルが所有するフットボールチームワシントン・レッドスキンズの歴史
- Papa's Delicate Condition （1952年） – 子供時代の回想録
- Eggs I Have Known （1955年） – レシピ集
- Antiques I Have Known （1961年） – 骨董品への興味について
- Taxation Without Representation—or, Your Money Went That-a-Way （1962年） – グリフィスの税金反対論
- I Can't Boil Water （1963年） – 有名レストランから得たレシピ集
- Hollywood Stories （1963年） – 短編小説集
- Truth Is Stranger （1964年） – 彼女を襲ったフィクションより奇妙な実話・逸話のコレクション
- Not for Men Only – but Almost （1969年） – ほとんどの女性にとって魅力が無いスポーツに関する本
- This You Won't Believe （1972年） – Truth Is Strangerに類似したコレクション
- I'm Lucky at Cards （1974年） – エッセイ集